# Kyo-hwa-so
Der koreanische Begriff Kyo-hwa-so (auch Kyohwaso geschrieben) steht für Umerziehungslager innerhalb Nordkoreas. Sie stellen einen Aspekt der Menschenrechtssituation in Nordkorea dar und sind von den Internierungslagern für politische Gefangene, bezeichnet als Kwan-li-so, zu unterscheiden.

## Allgemeines
Die Umerziehungslager für Kriminelle im konventionellen Sinn werden vom Innenministerium betrieben. Der Übergang zwischen gewöhnlichen Verbrechen und politischen Verbrechen ist fließend, da Menschen, die sich bei der Parteiführung auf irgendeine Weise unbeliebt gemacht haben, häufig aufgrund falscher Anschuldigungen denunziert werden.
Die Umerziehungslager sind meist große, von hohen Mauern umgebene Gefängniskomplexe. Viele Insassen der Umerziehungslager haben sich Vergehen schuldig gemacht, die auch in anderen Staaten der Welt strafbar sind, häufig wurden diese aber aus wirtschaftlicher Not heraus begangen, z. B. Diebstahl von Lebensmitteln, Schmuggel oder unerlaubter Handel.

## Menschenrechtsverletzungen
In den Kyo-hwa-so werden die Menschenrechte nicht respektiert.
Die Gefangenen werden in Untersuchungsgefängnissen durch brutale Folter (Lee Soon-ok z. B. musste in Ch'ŏngjin immer wieder bei Frost mit Wasser überschüttet mit anderen Gefangenen niederknieen, von denen sechs nicht überlebten), zu Geständnissen gezwungen und in kurzen Schauprozessen zu langjährigen Freiheitsstrafen verurteilt. In Nordkorea sind politische Verbrechen sehr weit gefasst, sie reichen von der Absetzung ins Ausland bis zu jeglicher Störung der Staatsordnung und werden streng bestraft. Wegen der schlechten Haftbedingungen, Hunger und Folter überlebt ein großer Teil der Gefangenen die Haftstrafen nicht.
Die Situation der Gefangenen unterscheidet sich kaum von der in den Lagern für politische Gefangene. Sie müssen in gefängniseigenen Werkstätten harte Sklavenarbeit verrichten und wenn sie die Vorgaben nicht erfüllen, werden sie gefoltert und (zumindest im Umerziehungslager Kae’chŏn) tagelang in eine Strafzelle gesperrt, die so klein ist, dass sie weder stehen noch ausgestreckt liegen können. Ein Unterschied zu den Internierungslagern ist, dass die Gefangenen nach der Arbeit noch ideologisch unterwiesen werden und z. B. Reden von Kim Il-sung und Kim Jong-il auswendig lernen und sich Ritualen von Kritik und Selbstkritik unterziehen müssen.

## Daten

### Anzahl und Lage
Es gibt in Nordkorea derzeit etwa 15–20 Kyo-hwa-so.
Über einige Umerziehungslager existieren Zeugenaussagen von ehemaligen Gefangenen. Im Unterschied zu den Internierungslagern sind die Umerziehungslager nicht auf die Mitte und den Nordosten des Landes beschränkt (siehe Karte).

### Liste von Kyo-hwa-so
| Lager, Nummer     | Provinz, Stadt | Gefangene | Bemerkungen                                       |
| ----------------- | -------------- | --------- | ------------------------------------------------- |
| Chŏn’gŏri, Nr. 12 | Hamgyŏng-pukto | 2000      |                                                   |
| Hoeryŏng          | Hamgyŏng-pukto | 1500      | zu unterscheiden vom Konzentrationslager Hoeryŏng |
| Kae’chŏn, Nr. 1   | P’yŏngan-namdo | 6000      | zu unterscheiden vom Internierungslager Kaech’ŏn  |
| Kangdong, Nr. 4   | Pjöngjang      | 7000      |                                                   |
| Oro, Nr. 22       | Hamgyŏng-namdo | 1000      |                                                   |
| Sinŭiju, Nr. 3    | P’yŏngan-pukto | 2500      |                                                   |
| Tanch'ŏn, Nr. 77  | Hamgyŏng-namdo | 6000      |                                                   |
| Yŏngdam, Nr. 8    | Kangwŏn-do     | 3000      |                                                   |

Nach Angaben von Amnesty International werden die Internierungslager auch unter der Regierung von Kim Jong-un weiter ausgebaut.

## Ehemalige Gefangene
Eine ehemalige Insassin des Umerziehungslagers Kae’chŏn ist die südkoreanische Menschenrechtlerin Lee Soon-ok.